# Гервазюк, Юрий Витальевич
Ю́рий Вита́льевич Гервазюк (род. 1959, Тирасполь, Молдавская ССР, СССР) — государственный и политический деятель Приднестровской Молдавской Республики. Глава администрации города Бендеры с 24 января 2013 по 18 марта 2015 (и. о. 15 ноября 2012 — 24 января 2013). Председатель Государственного таможенного комитета Приднестровской Молдавской Республики с 18 марта 2015 по 21 декабря 2016. Полковник запаса, генерал-майор таможенной службы.

## Биография
Родился в 1959 в городе Тирасполь Молдавской ССР (ныне столица непризнанной Приднестровской Молдавской Республики).
Участвовал в ликвидации аварии на Чернобыльской АЭС. Является полковником запаса и генерал-майором таможенной службы.

### Образование
Окончил Тираспольскую среднюю школу № 9 в 1976.
Получил два высших образования: военное училище и юридическая академия.

### Трудовая деятельность
С 1992 по 2010 работал в бизнес-структурах, возглавляя ЗАО «Текстиль-групп».
В 2004 избран депутатом районного Совета народных депутатов Слободзейского района, был председателем комиссии по законодательству.
В 2005 был избран депутатом Верховного совета Приднестровской Молдавской Республики (избирался по Суклейскому округу в Слободзейском районе), входил в комитет по законодательству.
В 2007 участвовал в создании политической партии «Справедливая Республика», избран её председателем.
С 29 февраля 2012 по 24 января 2013 — советник Президента Приднестровской Молдавской Республики.
С 15 ноября 2012 по 24 января 2013 — исполняющий обязанности главы государственной администрации города Бендеры.
С 24 января 2013 по 18 марта 2015 — глава государственной администрации города Бендеры.
С 18 марта 2015 по 21 декабря 2016 — председатель Государственного таможенного комитета Приднестровской Молдавской Республики.

### Уголовное дело
В конце февраля 2017 был задержан сотрудниками молдавской полиции в Новоаненском районе Молдавии и передан сотрудникам МВД Приднестровской Молдавской Республики.
13 октября 2017 Тираспольским городским судом осуждён на 10 лет лишения свободы с выплатой штрафа в размере 3,5 млн рублей по делу о неуплате налогов и контрабанде спирта с завода «Биохим».

## Семья
Женат, есть дочь и внуки.

## Награды
- Медаль «За отличие в труде»[13]